# B13R (protein)
B13R (někdy také označovaný jako SPI-2) je protein exprimovaný virem vakcínie. 
Virus vakcínie je zástupce rodu orthopoxviridae. Tyto viry nesou ve svém genomu zhruba 200 genů, z nichž přibližně třetina není nutná pro samotnou replikaci viru. Tyto exprimované produkty slouží k modulaci imunitní odpovědi hostitele. Jedním z těchto imunomodulačních faktorů je právě SPI-2.
SPI-2 je neglykosylovaný polypeptid o velikosti 38,5 kDa. Je exprimován v časné fázi infekce. Iniciační místo transkripce bylo identifikováno 72 nukleotidů upstream od otevřeného čtecího rámce. Translatovnaný protein zůstává v cytosolu hostitelské buňky. SPI-2 sdílí z 92 % aminokyselinovou sekvenci s modifikátorem cytokinové odpovědi viru kravských neštovic crmA.
Strukturně patří do rodiny inhibitorů serinových proteáz (neboli serpinů). Serpiny jsou nejrozšířenější rodinou inhibitorů proteáz a byly nalezeny ve všech vícebuněčných eukaryotních organismech. U savců jich je celá řada sekretována do plasmy, kde fungují jako inhibitory proteáz podílejících se na zánětlivých procesech, aktivaci komplementu a srážení krve.
SPI-2 inhibuje štěpení neaktivního prekurzoru interleukinu-1β (pro-IL-1β) na aktivní IL-1β. A to vazbou na kaspázu 1 (neboli ICE – interleukin-1 konvertující enzym), která je za normálních okolností aktivovaná po aktivaci a sestavení inflamasomu. Exprese SPI-2 vede rovněž k inhibici apoptotické dráhy aktivované Fas ligandem a TNFα.
Delece SPI-2 vede ke značné atenuaci viru (pozorováno v myším modelu po intranasální infekci) ovšem bez výraznějšího vlivu na intenzitu imunitní odpovědi hostitele. Což byl jeden z důvodů, proč byl SPI-2 považován za vhodný terč při přípravě bezpečnější vakcíny proti pravým neštovicím. Bylo ukázáno, že při deleci SPI-2 a 1 a při současné expresi IFNγ vloženého do genomu viru vakcínie dochází ke značné atenuaci, ale zároveň stále k vyvolání silné imunitní odpovědi. Reakce organismu byla srovnatelná s reakcí na MVA (modifikovaný virus Ankara), což je virus sloužící jako vakcína proti pravým neštovicím v dnešní době.
Virus vakcínie kóduje ještě dva další sepriny SPI-1 a 3. SPI-1 ovlivňuje hostitelské spektrum viru a SPI-3 brání fúzi infikovaných buněk.